# Don Goldstein
Donald Goldstein, detto Don (New York, 29 novembre 1937 – Delray Beach, 27 maggio 2022), è stato un cestista statunitense, che fu attivo soprattutto a livello universitario. Fu medaglia d'oro ai giochi panamericani del 1959.

## Carriera
Venne selezionato dai Detroit Pistons al secondo giro del Draft NBA 1959 (10ª scelta assoluta), ma non giocò mai nella NBA.